# Kornhausplatz (Bern)

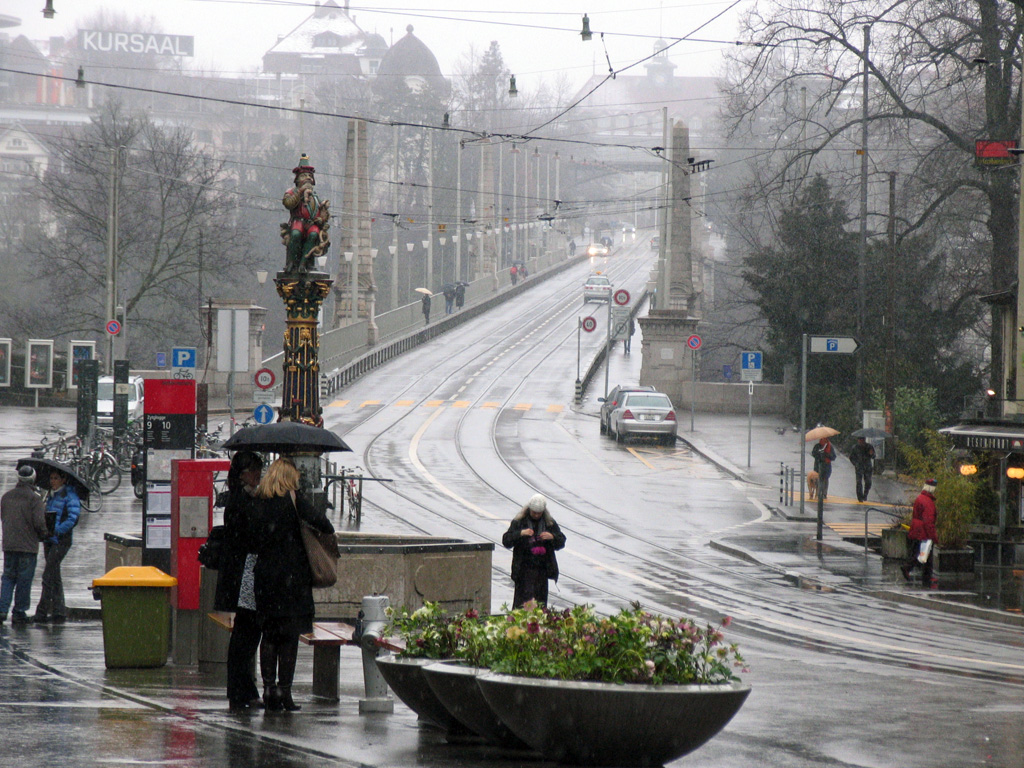
Kornhausbrücke

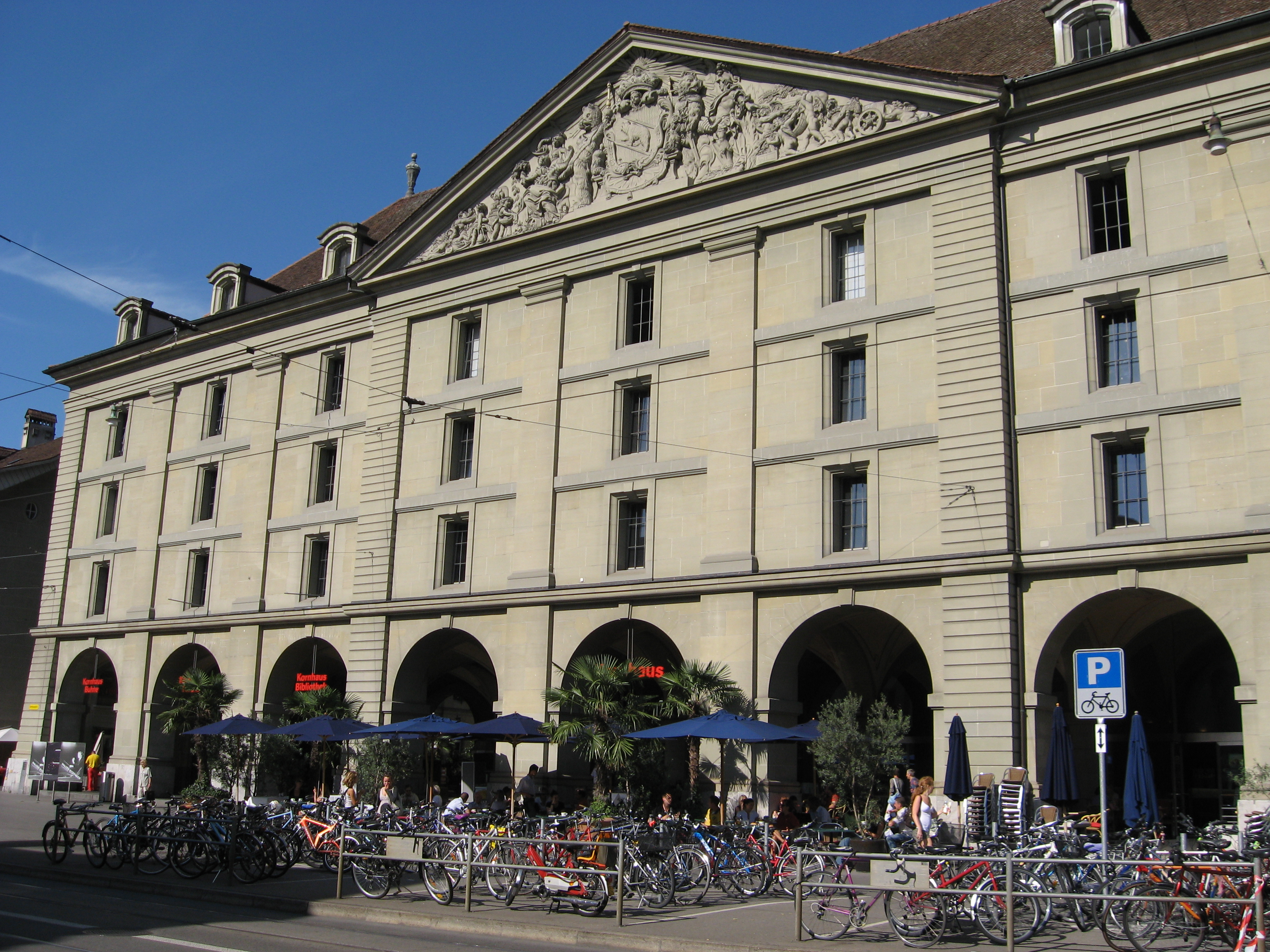
Das Berner Kornhaus mit dem von Johann Rudolf Huber entworfenen Giebelfeld (2009).

Die Kornhausstrasse mit dem Kornhausplatz ist eine Strasse in der Berner Altstadt in der Schweiz.

## Lage
Die grob in Nord-Süd-Richtung verlaufende Kornhausstrasse entstand mit dem Bau der Kornhausbrücke. Zu ihrem Verlauf gehört innerhalb der Altstadt der Kornhausplatz. Nördlich der Brücke verläuft die Strasse nördlich der Rabbentalstrasse in einem Einschnitt – die beiden parallelen Fahrbahnen seitlich gehören zu ihr – und endet am Viktoriaplatz. Dabei quert sie die Schänzlistrasse und anschliessend Sonnenbergstrasse und Schänzlihalde sowie die Rabbentalstrasse.
Südlich der Schüttestrasse erweitert sich die Kornhausstrasse zum Kornhausplatz. Dieser wurde volkstümlich mindestens seit dem 16. Jahrhundert nur als Platz bezeichnet. In südlicher Richtung geht der Kornhausplatz dann an der Kreuzung mit der Marktgasse in den Theaterplatz über.

## Geschichte
Die Kornhausbrücke nördlich der Altstadt wurde erstmals 1739 durch den Festungsbauer Johann Anton Herport vorgeschlagen, doch erst 1892 entschied sich der Gemeinderat zugunsten eines Brückenprojektes und leitete eine Volksabstimmung ein, die am 13. Januar 1895 die Realisierung eines Entwurfs der Ingenieure Albert und Hermann von Bonstetten, Paul Simons und des Architekten Henry Berchtold von Fischer in Gang setzte. Die Eisenkonstruktion wurde im Juli 1897 begonnen. Binnen weniger Monate wurde der grosse Bogen fertiggestellt, und am 18. Juni 1898 wurde die Brücke eingeweiht. Sie hatte eine Nutzlast von 20 Tonnen. 1931 wurde sie den Anforderungen des modernen Verkehrs angepasst, indem man die Holzbepflasterung durch Asphalt ersetzte. 1953 verschwanden die alte Beleuchtung und die gusseisernen Geländer, und 1970/71 wurde die Fahrbahnplatte ausgetauscht. Dabei wurden auch die Strassenbahngleise in die Brückenmitte verlegt und die Leitplanken montiert. 1982 bis 1984 erhielt die Brücke unter anderem ihren blau-grünen Anstrich.

## Kulturgüter
- Kindlifresserbrunnen
- Kornhaus
- Stadttheater